# 실비나 토마셀리
실바나 팔마 윈저 세인트 앤드루스 백작부인(Sylvana Palma Windsor, Countess of St Andrews, 1957년 5월 28일 ~ )은 캐나다 태생의 학자이자 역사가이다. 결혼 덕분에 그녀는 윈저 왕가의 일원이며, 찰스 3세의 2촌인 켄트 공작 에드워드의 장남인 세인트앤드루스 백작 조지 윈저의 아내로서 영국 왕실과 친척 관계이다.
그녀는 독실한 로마 가톨릭 신자이다. 케임브리지 대학의 저명한 역사학자이자 강사인 그녀는 또한 실바나 토마셀리 박사로 전문적으로 알려져 있다.